# 第19届奥斯卡金像奖
第19届奥斯卡金像奖（英語：19th Academy Awards）於1947年3月13日舉行，描述三位二次戰後退役軍人生活的電影《黃金時代》拿下了最佳影片。該片演員哈罗德·拉塞尔不僅拿下最佳男配角獎，更「因為他在片中将希望和勇气带给其他的退伍军人伙伴」而獲頒當屆奧斯卡榮譽獎，成為奧斯卡史上唯一一位以同個角色獲頒兩座獎項的得主。此外，從這一年起，開始了每項獎項最多五位(部)入圍者的慣例。

## 获奖名单
得獎者以粗體表示。
| 最佳影片(Best motion picture) - 《黃金時代》 - 《亨利五世》 - 《風雲人物》 - 《剃刀边缘》 - 《鹿苑长春》 | 最佳导演(Directing) - 威廉·惠勒 – 《黃金時代》 - 大衛·連 – 《相見恨晚》 - 法蘭克·卡普拉 – 《風雲人物》 - 羅勃·席歐麥 –《繡巾蒙面盜》 - 克拉倫斯·布朗 –《鹿苑长春》                                                            |
| 最佳男主角(Actor) - 弗雷德里克·马奇 –《黃金時代》 - 劳伦斯·奥利弗 –《亨利五世》 - 拉里·帕克斯 –《一代歌王》 - 葛雷哥萊·畢克 – 《鹿苑长春》 - 詹姆斯·斯图尔特 – 《風雲人物》 | 最佳女主角(Actress) - 奥利维娅·德哈维兰 –《风流种子》 - 西莉亚·约翰逊 –《相見恨晚》 - 珍妮佛·瓊絲 – 《太陽浴血記》 - 罗莎琳德·拉塞尔 – 《修女肯尼》 - 珍·惠曼 – 《鹿苑长春》                                                  |
| 最佳男配角(Actor in a supporting role) - 哈罗德·拉塞尔 – 《黃金時代》 - 查尔斯·科本 –《黛綠年華》 - 威廉·德马雷斯特 – 《一代歌王》 - 克劳德·雷恩斯 – 《美人计》 - 克利夫顿·韦伯 – 《剃刀边缘》 | 最佳女配角(Actress in a supporting role) - 安妮·巴克斯特 –《剃刀边缘》 - 埃塞尔·巴里摩尔 –《螺旋梯》 - 莉蓮·吉許 –《太陽浴血記》 - 弗劳拉·罗博森 –《风尘双侠》 - 蓋兒·桑德嘉 – 《安娜与暹罗王》                               |
| 最佳原创故事 Writing (Original motion picture story) - 《完美的陌生人》 – 克萊門斯·丹恩 - 《陰陽鏡》 – 弗拉基米爾·波茲涅爾 - 《奇愛疑雲》 – 約翰·派翠克 - 《陌生人》 – 維克托·特里瓦斯 - 《风流种子》 – 查爾斯·布拉克特 | 最佳原创剧本 Writing (Original screenplay) - 《七重心》 – 妙麗葉兒·鮑克斯 和 悉尼·鮑克斯 - 《血溅璇宫》 – 雷蒙·錢德勒 - 《天堂的孩子們》 – 賈克·普維 - 《美人计》 – 本·赫克特 - 《乌托邦之路》 – 諾曼·帕拉馬 和 梅爾文·弗蘭克 |
| 最佳改編劇本 Writing (Screenplay) - 《黃金時代》 – 羅伯特·E·謝爾伍德，改編自麥金利·肯托的小說《我的榮耀》(Glory for Me) - 《安娜与暹罗王》– 莎莉·本森 和 塔爾博特·詹寧斯，改編自瑪格麗特·蘭登的小說《安娜與暹羅王》 - 《相見恨晚》– 安東尼·哈維洛克-艾倫，大衛·連 和 羅納德·內梅，改編自諾爾·寇威爾的舞台劇《平靜生活》 - 《繡巾蒙面盜》– 安東尼·維勒，改編自厄尼斯特·海明威的短篇小說《殺人者》(The Killers) - 《不設防城市》– 塞爾吉奧·阿米迪 和 費德里柯·費里尼，改編自塞爾吉奧·阿米迪和亞伯托·康西吉羅的小說 | 最佳特殊效果(Special effects) - 《浮生夢》 – 湯姆·霍華 - 《姊妹花》 – 威廉·麥克甘恩 和 內森·萊文森 |
| 最佳紀錄短片 Documentary(Short Subject) - 《命運的種子》 - 《原子彈威力》 - 《動物園生活》 - 《派拉蒙快報第37則》 - 《交通惡夢》 | 最佳單軸短片 Short subject (One-reel) - 《面對危險》 - 《戲水冠軍》 - 《金馬》 - 《從狐狸開始》 - 《居家良藥》 |
| 最佳雙軸短片 Short subject (Two-reel) - 《男孩和他的狗》 - 《大學舞后》 - 《噓聲與呼喊》 - 《世上最幸運的女孩》 | 最佳卡通短片 Short subject (Cartoon) - 《貓兒協奏曲》 - 《約翰與印奇》 - 《蕭邦音樂時光》 - 《不動產權》 - 《雞飛狗跳小鷹到》                                                                                                 |
| 最佳剧情或喜剧片配樂 Music(Music score of a dramatic or comedy picture) - 《黃金時代》 – 雨果·威廉·弗里德霍夫 - 《安娜與暹羅王》 –伯納德·赫爾曼 - 《亨利五世》 – 威廉·沃爾頓 - 《銀海香魂》 –弗朗茨·沃克斯曼 - 《繡巾蒙面盜》 – 米克羅斯·羅饒 | 最佳歌舞片配樂 Music (Scoring of a musical picture) - 《一代歌王》 – 莫里斯·斯特洛夫 - 《碧雲天》 – 羅伯特·埃米特·多蘭 - 《百年好合》 – 艾佛瑞·纽曼 - 《哈維女孩》 – 連尼·海頓 - 《麗日春宵》 – 雷·海因多夫 和 馬克斯·史坦納  |
| 最佳歌曲 Music (Song) - 「On the Atchison, Topeka and the Santa Fe」 — 《哈維女孩》 • 曲：哈利·华伦 • 词： 强尼·莫瑟 - “All Through the Day” — 《百年好合》 • 曲： 杰罗姆·科恩（去世后获奖） • 词： 奥斯卡·汉默斯坦二世 - “I Can't Begin to Tell You” — 《雙姝艶》 • 曲： 詹姆斯·莫纳可（去世后获奖） • 词： 马克·戈登 - “Ole Buttermilk Sky” — 《峡谷航道》 • 曲：霍奇·卡迈克尔 • 词： 傑克·布洛克斯 - “You Keep Coming Back Like a Song” — 《碧雲天》 • 词曲： 欧文·柏林                                       | 最佳錄音(Sound recording) - 《一代歌王》 – 约翰·利瓦达利 - 《黃金時代》 – 戈登·索耶 - 《風雲人物》 – 约翰·阿尔伯格 |
| 最佳黑白片艺术指导 Art direction(Black-and-white) - 《安娜與暹羅王》 – 艺术指导：威廉·S·达林 和 莱尔·惠勒；布景：湯瑪斯·雷托 和 弗蘭克·E·休斯 - 《風流貴婦》 – 艺术指导：汉斯·德赖尔 和 沃爾特·泰勒；布景：山姆·寇默 和 雷·莫耶 - 《剃刀边缘》 – 艺术指导：李察·戴伊 和 納森·朱蘭；布景：湯瑪斯·雷托 和 保羅·福克斯 | 最佳彩色片艺术指导 Art direction(Color) - 《鹿苑長春》 – 艺术指导：塞德里克·吉本森 和 保罗·格鲁斯；布景：埃德温·威利斯 - 《凱撒和埃及豔后》 – 約翰·布萊恩 - 《亨利五世》 – 保羅·謝里夫 和 卡門·狄龍                           |
| 最佳黑白片攝影 Cinematography(Black-and-white) - 《安娜與暹羅王》 – 亞瑟·查爾斯·米勒 - 《黛綠年華》 – 乔治·J·福尔西 | 最佳彩色片摄影 Cinematography(Color) - 《鹿苑長春》 – 查爾斯·羅切、莱昂纳德·史密斯 和 阿瑟·阿林 - 《一代歌王》 – 約瑟夫·沃克                                                                                                  |
| 最佳影片剪輯(Film editing) - 《黄金时代》 – 丹尼爾·梅登 - 《風雲人物》 – 威廉·霍恩貝克 - 《一代歌王》 – 威廉·里昂 - 《绣巾蒙面盗》 – 亞瑟·希爾頓 - 《鹿苑長春》 – 哈洛·克里斯 | |

### 奥斯卡荣誉奖
- 劳伦斯·奥利弗 - 在《亨利五世（英语：Henry V (1944 film)）》中集演員、導演和製片於一身。
- 哈罗德·拉塞尔 - 在《黄金时代》片中将希望和勇气带给其他的退伍军人伙伴
- 恩斯特·劉別謙 - 為電影藝術做出傑出的貢獻。

### 歐文·G·托爾伯格紀念獎
- 塞繆爾·戈德溫

### 奧斯卡青少年獎
- 克勞德·賈曼（英语：Claude Jarman Jr.）

### 获得多项提名和奖项
| 以下电影获得多项提名： - 8项提名：《黄金时代》 - 7项提名：《鹿苑長春》 - 6项提名：《一代歌王》 - 5项提名：《安娜與暹羅王》、《風雲人物》 - 4项提名：《亨利五世》、 《绣巾蒙面盗》、《剃刀边缘》 - 3项提名：《相見恨晚》 - 2项提名：《碧雲天》、《百年好合》、《太陽浴血記》、《黛綠年華》、《哈維女孩》、《美人計》、《風流種子》 | 以下电影获得多项大奖： - 7项大奖：《黄金时代》 - 2项大奖：《安娜與暹羅王》、《一代歌王》、《鹿苑長春》 |